# Lake Louise (Alberta)
Lake Louise je ledovcové jezero, které se rozprostírá v kanadské Albertě v národním parku Banff. Nachází se 5 km západně od jezera Hamlet of Lake Louise a Trans-Kanadské dálnice.
Jezero Louise je pojmenováno po princezně Louise Caroline Albertě (1848–1939, Luisa Sasko-Koburská), která byla čtvrtou dcerou královny Viktorie a manželkou markýze z Lorne, jenž byl v letech 1878 až 1883 generálním guvernérem Kanady.
Plocha jezera je 0,8 km². Z jezera vytéká potok s totožným názvem Louise, který se po třech kilometrech vlévá do řeky Bow. Voda v jezeře má tyrkysovou barvu pocházející z tání nedalekých horských ledovců, které smývají kamenný prach do jezera.

Lake Louise

Na východním břehu jezera Louise se nachází Fairmont's Chateau Lake Louise, což je jeden z velkých kanadských železničních hotelů. Jedná se o luxusní hotel postavený na začátku 20. století společností Canadian Pacific Railway.

## Aktivity v oblasti
Kolem jezera se nacházejí různé turistické stezky. Turistické stezky zahrnují výlety do Saddleback Pass, Mirror Lake, Mount Whyte, Fairview Mountain, Lake Agnes, Big Beehive, Mount Niblock, Devils Thumb a Little Beehive. Některé z těchto stezek jsou přístupné pro jízdu na koni a horskou cyklistiku. Okolní horské stěny nabízejí příležitosti pro horolezectví. V létě je oblíbenou aktivitou jízda na kánoi a na kajaku. Na severovýchodním pobřeží se nachází půjčovna lodí, kánoí a dalšího vybavení.

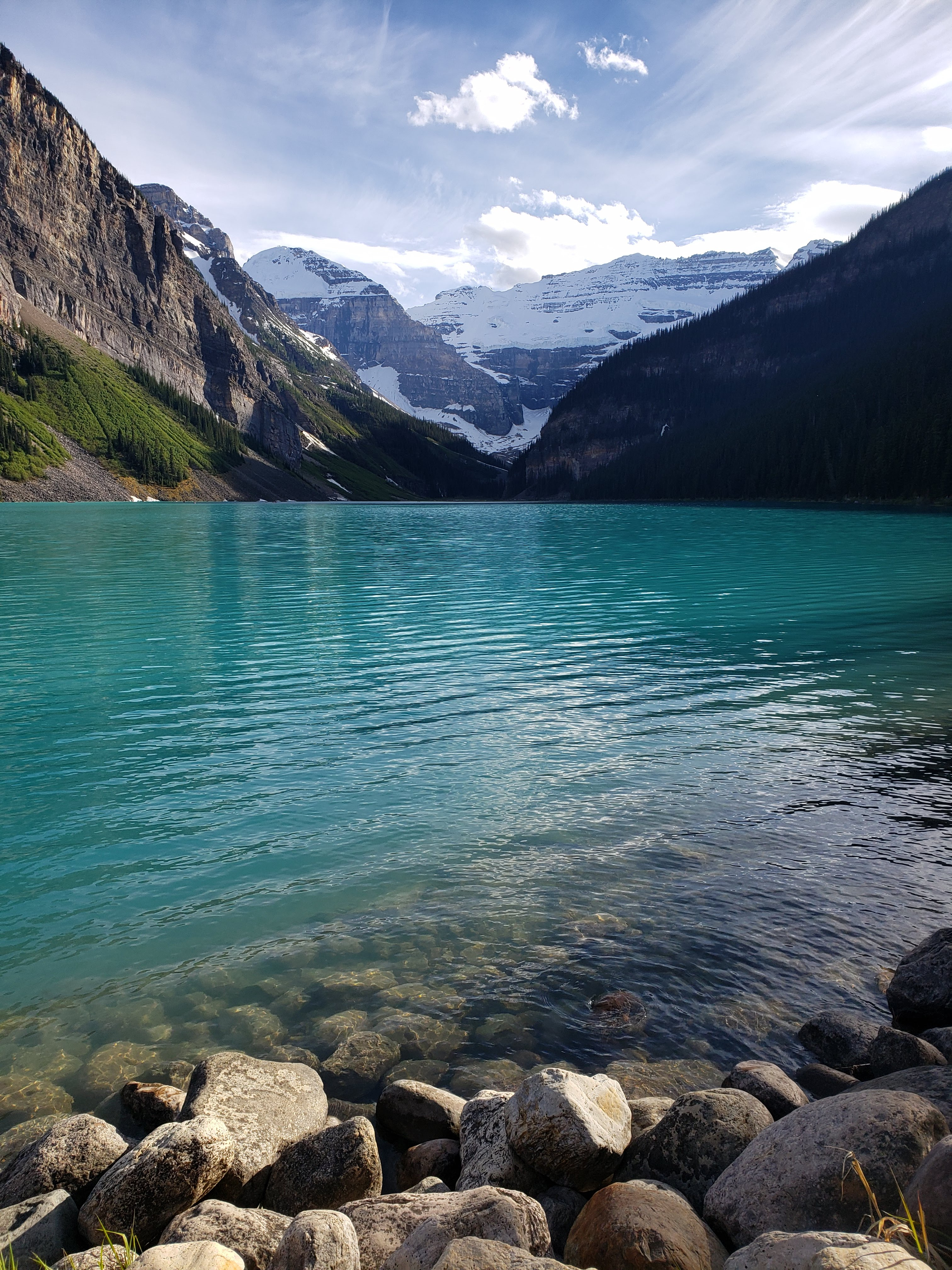
Lake Louise

V zimních měsících je Lake Louise a jeho okolí také hojně navštěvováno. Nedaleko se nachází lyžařský areál Lake Louise, který byl dříve známý jako Mountain Resort Lake Louise. Areál nabízí možnosti pro běžecké a alpské lyžování, heli-skiing a snowboarding. V zimě lze jezero využít k bruslení a k zimnímu rybaření. V okolí najdete možnosti pro lezení na ledě, jízdu na sněžných skútrech, turistiku na sněžnicích a projížďky se psím spřežením.
Vlivem velkého počtu turistů je tato oblast sužována dopravními zácpami a nedostatkem parkovacích míst.